# Kara Harp Akademisi
Die Kara Harp Akademisi war eine Hochschuleinrichtung zur Ausbildung von Generalstabsoffizieren der türkischen Landstreitkräfte. Ihre Wurzeln reichen unter wechselnden Namen bis in die Mitte des 19. Jahrhunderts zurück. Nach dem Putschversuch im Jahre 2016 wurde am 31. Juli 2016 die Kara Harp Akademisi mit der übergeordneten „Kommandantur Militärakademien“ (Askeri Akademiler Komutanlığı) aufgelöst und die Milli Savunma Üniversitesi als umfassende Hochschule zur Ausbildung der türkischen Offiziere und Unteroffiziere gegründet. Mit Gesetz vom 9. November 2016 wurde innerhalb der neu gegründeten Universität das Kara Harp Enstitüsü gegründet, das die Tätigkeit der Kara Harp Akademisi fortsetzt. Die Kara Harp Akademisi darf nicht mit der Kara Harp Okulu verwechselt werden, deren Name mitunter auch mit Militärakademie übersetzt wird. 

## Geschichte
Mit einem Ferman des Sultans Abdülmecid I. wurde im Jahre 1845 auf Vorschlag einer Kommission zur Militärausbildung, bestehend aus Emin Pascha, Fuad Pascha und dem Şeyhülislam Arif Hikmet Bey unter dem Namen Mekteb-i Fünûn-u Harbiyye-i Şâhâne Erkân-ı Harbiye sınıfları (in etwa: „Generalstabs-Klassen der kaiserlichen Militärakademie“) die neue Einrichtung gegründet. Sie sollte der Ausbildung von Generalstabsoffizieren dienen und bestand aus den 3. und 4. Klassen  der Mekteb-i Harbiye, der späteren Kara Harp Okulu. 1848 nahm die Schule ihren Betrieb auf. Zum ersten Direktor (müdür) wurde Çırpanlı Abdülkerim Nadir Pascha ernannt.
Die ersten Absolventen waren im Juli 1848 Hüseyin Avni (später: Generalfeldmarschall) aus Isparta, Mahmud Mesud (Klassenbester, später: Generalfeldmarschall) aus Amasya, Mustafa Sıtkı (später: Generalfeldmarschall) aus Soma, Mustafa Saffet (später: Generalfeldmarschall) aus Karagümrük und Sabit (später: Oberst) aus Zypern.
In den Folgejahren wurde die Schule in mehrfach wechselnden Gebäuden untergebracht. Ab 1849 war die Schule in einem Gebäude im Istanbuler Stadtteil Pangaltı untergebracht, das als Krankenhaus des Tophâne-i Âmire gebaut worden war und seit 1847 von der Mekteb-i Harbiye als Unterrichtsgebäude verwendet wurde. Zum Jahresbeginn 1853 wechselte die Schule in ein Gebäude in Şişli, das heute den Namen Taşkışla trägt und  von der İstanbul Teknik Üniversitesi genutzt wird. Das Areal um diese Gebäude ist noch gegenwärtig unter dem Namen Harbiye bekannt. Am Ende des Jahres 1858 zogen die Schule und die Mekteb-i Harbiye in das Gülhane-Militärhospital (heute das NBC-Gebäude) um. 1862 wurde wieder das Gebäude in Pangaltı bezogen. 1866 wurde die Ausbildung auf 3 Jahre verlängert.
Im Jahre 1905 befand sich unter den Absolventen der Schule auch der spätere Gründer der Republik Türkei Mustafa Kemal (Atatürk).
Anfang September 1909 zog die Schule in den Yıldız-Palast in die Prinzenabteilung (heute von der Yıldız Teknik Üniversitesi genutzt) um, wurde organisatorisch verselbständigt und bekam den Namen Mekteb-i Erkân-ı Harbiye („Schule der Generäle“).
Am 28. Januar 1919 zog die Schule in den Şerif Paşa Konağı gegenüber der Teşvikiye Camii um. Anfang 1921 sollte sie in ein Gebäude am Ende des Beylerbeyi-Palasts, in das Gebäude des Deniz Eğitim Komutanlığı (auf der asiatischen Seite des Bosporus nahe der heutigen Brücke der Märtyrer des 15. Juli) umziehen, doch wurde die Schule vorübergehend geschlossen, weil sich Lehrpersonal und Schüler nach Anatolien absetzten, um am Türkischen Befreiungskrieg teilzunehmen.
Am 13. Oktober 1923 wurde die Stabsoffiziersschule unter dem Namen Mekteb-i Alî-yi Askeri („Hohe Militärschule“) wieder eröffnet und bezog ein Gebäude im Stadtteil Beyazıt auf dem heutigen Campusgelände der Universität Istanbul. Am 24. März 1924 zog sie unter dem neuen Namen Erkân-ı Harbiye Mektebi Müdürlüğü („Direktorium Generalstabsschule“) wieder auf das Gelände des Yıldız-Palasts. 1927 änderte sich der Name in Harp Akademisi Müdürlüğü („Direktorium Kriegsakademie“), später nach einer Fusion in Askeri Akademiler Komutanlığı („Kommandantur Militärakademien“). Unter diesem organisatorischen Dach kamen später die Deniz Harp Akademisi („Marine-Militärakademie“), die Wiedergründung einer Einrichtung aus osmanischer Zeit, und die Hava Harp Akademisi („Luftwaffenakademie“), eine Neugründung hinzu. Die Harp Akademisi wurde folglich zur Kara Harp Akademisi („Heeresakademie“).
Zwischen 1851 und 1930 absolvierten 967 Studenten die Akademie bzw. ihre Vorläufer als Hauptleute im Stabsdienst.
Aus Anlass des Zweiten Weltkriegs wurden die Akademien von 1941 bis 1946 vorübergehend nach Ankara verlegt.
Am 1. Oktober 1975 bezog die Kara Harp Akademisi ein neues Campusgelände im Istanbuler Stadtteil Yenilevent. 2003 wurden Yüksek-Lisans-Kurse (entspricht in etwa Master-Studiengängen) eingerichtet.
Schon zu Zeiten des Osmanischen Reiches waren die meisten Offiziere Türken, vorzugsweise aus Istanbul oder den europäischen Provinzen. Vor 1900 lag der Anteil der Offiziere im Stabsdienst um 6 %, in den Jahren zwischen 1900 und 1914 bei 14 %.
Im Gefolge des Putschversuchs vom 15. Juli 2016 wurde durch Gesetz vom 31. Juli 2016 die Kommandantur Militärakademien, das organisatorische Dach der Akademie, aufgelöst und die Milli Savunma Üniversitesi („Nationale Verteidigungsuniversität“) gegründet. Mit Gesetz vom 9. November sollten an die Stelle der Akademien der Teilstreitkräfte Institute dieser Universität treten und mit Beschluss des Ministerrats vom 14. November 2016 wurde das neue Kara Harp Enstitüsü auf den Weg gebracht, das die Lehrtätigkeit auf dem Campus in Yenilevent fortsetzt.